# Antonina Seredina
Antonina Aleksandrovna Seredina (23 de diciembre de 1929-2 de septiembre de 2016) fue una deportista soviética que compitió en piragüismo en la modalidad de aguas tranquilas.
Participó en tres Juegos Olímpicos de Verano entre los años 1960 y 1968, obteniendo un total de tres medallas, dos de oro y una de bronce. Ganó cinco medallas en el Campeonato Mundial de Piragüismo entre los años 1958 y 1966, y diez medallas en el Campeonato Europeo de Piragüismo entre los años 1959 y 1967.

## Palmarés internacional
| Juegos Olímpicos   | Juegos Olímpicos          | Juegos Olímpicos  | Juegos Olímpicos |
| Año                | Lugar                     | Medalla           | Competición      |
| ------------------ | ------------------------- | ----------------- | ---------------- |
| 1960               | Roma (Italia)             | Medalla de oro    | K1 500 m         |
| 1960               | Roma (Italia)             | Medalla de oro    | K2 500 m         |
| 1968               | Ciudad de México (México) | Medalla de bronce | K2 500 m         |
| Campeonato Mundial |                           |                   |                  |
| Año                | Lugar                     | Medalla           | Competición      |
| 1958               | Praga (Checoslovaquia)    | Medalla de plata  | K1 500 m         |
| 1958               | Praga (Checoslovaquia)    | Medalla de plata  | K2 500 m         |
| 1963               | Jajce (Yugoslavia)        | Medalla de oro    | K4 500 m         |
| 1966               | Berlín Oriental (RDA)     | Medalla de plata  | K2 500 m         |
| 1966               | Berlín Oriental (RDA)     | Medalla de oro    | K4 500 m         |
| Campeonato Europeo |                           |                   |                  |
| Año                | Lugar                     | Medalla           | Competición      |
| 1959               | Duisburgo (RFA)           | Medalla de plata  | K1 500 m         |
| 1961               | Poznań (Polonia)          | Medalla de oro    | K1 500 m         |
| 1961               | Poznań (Polonia)          | Medalla de plata  | K2 500 m         |
| 1961               | Poznań (Polonia)          | Medalla de oro    | K4 500 m         |
| 1965               | Bucarest (Rumania)        | Medalla de plata  | K1 500 m         |
| 1965               | Bucarest (Rumania)        | Medalla de oro    | K2 500 m         |
| 1965               | Bucarest (Rumania)        | Medalla de oro    | K4 500 m         |
| 1967               | Duisburgo (RFA)           | Medalla de bronce | K1 500 m         |
| 1967               | Duisburgo (RFA)           | Medalla de oro    | K2 500 m         |
| 1967               | Duisburgo (RFA)           | Medalla de oro    | K4 500 m         |